# Stone Age Complication
Stone Age Complication ist die dritte EP der kalifornischen Rockband Queens of the Stone Age. Die sechs enthaltenen Lieder wurden zu verschiedenen Zeitpunkten zwischen 1998 und 2002 eingespielt. Die EP wurde im Oktober 2004 veröffentlicht und ist hiermit das letzte Werk, an dem Nick Oliveri beteiligt war, der die Band im Januar 2004 verlassen musste.

## Titelliste
1. Who'll Be the Next in Line (Ray Davies) – 2:31 (The-Kinks-Cover)
2. Wake Up Screaming (Dick Lucas, Philip Bryant, Bruce Treasure, Jeremy Trollope) – 5:03 (Subhumans-Cover)
3. No One Knows (Homme, Oliveri, Mark Lanegan) – 4:37 (UNKLE-Remix)
4. The Most Exalted Potentate of Love (Erick Purkhiser, Kristy Wallace) – 2:47 (The-Cramps-Cover)
5. Born to Hula (Homme) – 5:56
6. The Bronze (Homme) – 3:41